# ムクロッカ
ムクロッカ(Mykyrokka)は、フィンランド東部のサヴォ地方で伝統的に飲まれているスープである。主な材料は、血液と大麦粉で作る手のひらサイズのダンプリングであるムクである。他に、ジャガイモ、タマネギ、脂肪の多い肉、さらに腎臓、肝臓、心臓等の内臓を具材とする。通常、食塩と黒コショウで味付けする。
かつての農場では、秋に動物を屠殺すると、その肉や内臓でソーセージやハムを作り、残った物をスープに入れる風習があったことから、「屠殺場のスープ」という意味のtappaiskeittoと呼ばれることもある。
1980年代には、ヘイノラの街の伝統的な教区料理とも考えられていた。